# ISC Kosmotras
A International Space Company Kosmotras ou ISC Kosmotras, em em russo ЗАО Международная космическая компания “Космотрас” é uma empresa fundada em 1997, para conduzir um projeto conjunto entre Rússia, Ucrânia, e Cazaquistão. Ela desenvolveu, e hoje em dia opera, um sistema de lançamento descartável baseado no foguete Dnepr. 
A ISC Kosmotras efetua os lançamentos do foguete Dnepr a partir do Cosmódromo de Baikonur localizado no Cazaquistão e do centro de lançamento de Yasny localizado na base aérea de Dombarovski, Rússia.
Em 2006, a ISC Kosmotras obteve as certificações: ISO 9000 e ISO 14000. Mais especificamente, os certificados: ISO 9001:2000 (Quality Management Systems) e ISO 14001:2004 (Environmental Management Systems).